# Cantonul Saint-Denis-Sud
Cantonul Saint-Denis-Sud este un canton din arondismentul Saint-Denis (Seine-Saint-Denis), departamentul Seine-Saint-Denis, regiunea Île-de-France, Franța.

## Comune
| Comune                           | Populație (1999) | Cod poștal | Cod INSEE |
| -------------------------------- | ---------------- | ---------- | --------- |
| L'Île-Saint-Denis                | 7 037            | 93 450     | 93 039    |
| Saint-Denis, fraction de commune | 107 762          | 93 210     | 93 066    |
| Saint-Ouen, fraction de commune  | 47 783           | 93 400     | 93 070    |